# Mercury Capri
Capri (later Mercury Capri) is een modelnaam die tussen 1970 en 1994 door de Lincoln-Mercury-divisie van Ford gebruikt werd voor drie verschillende series auto's. Van 1970 tot 1978 was de Capri een sportieve vierzitscoupé, afkomstig als een eigen import van Ford Europa. Van 1979 tot 1986 maakte de Mercury Capri als pony car deel uit van het Mercury-gamma. Van 1991 tot 1994 was de Mercury Capri een roadster, afkomstig als een eigen import van Ford Australië.

## Herkomst van de naam
De modelnaam Capri is afgeleid van het gelijknamige Italiaanse eiland en werd in de automobielsector door alle drie de Ford-divisies gebruikt. De eerste keer was in 1952, toen Lincoln de naam Capri gebruikte voor het premium uitrustingsniveau. In 1962 introduceerde Ford of Britain een Ford Consul Capri coupé. In 1967 werd de naam Capri voor het eerst gebruikt door Mercury om de standaarduitrusting van de Mercury Comet aan te duiden.
In 1968 ontwikkelde Ford Europa de Ford Capri, een tweedeurs coupé als Europese variant van de Ford Mustang. Naar analogie met de Mustang kreeg deze Capri een lange motorkap en een daklijn in fastback-stijl.

## Eerste generatie (1970-1978)

### Capri (1970-1975)
De eerste generatie van de Mercury Capri was een eigen import geproduceerd door Ford Europa in Keulen. Deze Capri, die sinds 1968 beschikbaar was op de Europese markt, werd in 1970 in Amerika geïntroduceerd door de Lincoln-Mercury-divisie als een zuinige sportieve coupé, veel kleiner dan de Cougar en de Montego.
De wagen onderging enkele kleine aanpassingen voor de Amerikaanse markt: De twee rechthoekige koplampen werden vervangen door vier ronde koplampen, de richtingaanwijzers werden geïntegreerd in het radiatorrooster en de wagen kreeg zijmarkeringslichten. Daarnaast werd de wagen uitgerust met de motoren van de nieuw geïntroduceerde Ford Pinto: aanvankelijk een 1,6-liter vier-in-lijn benzinemotor en in 1971 een 2,0-liter vier-in-lijn benzinemotor. In 1972 introduceerde Mercury een 2,6-liter V6-motor, waarmee het de eerste Ford werd op de Amerikaanse markt met een V6-motor. In 1974 werd de cilinderinhoud van de V6-motor opgetrokken tot 2,8 liter.
In 1973 kreeg de Capri een facelift, met een nieuwe voorbumper om te voldoen aan nieuwe Amerikaanse reglementeringen, een hertekend radiatorrooster en nieuwe achterlichten. In het interieur werden het stuur, het dashboard en de stoelbekleding vernieuwd. In 1974 werden nieuwe, versterkte voor- en achterbumpers in carrosseriekleur gemonteerd.

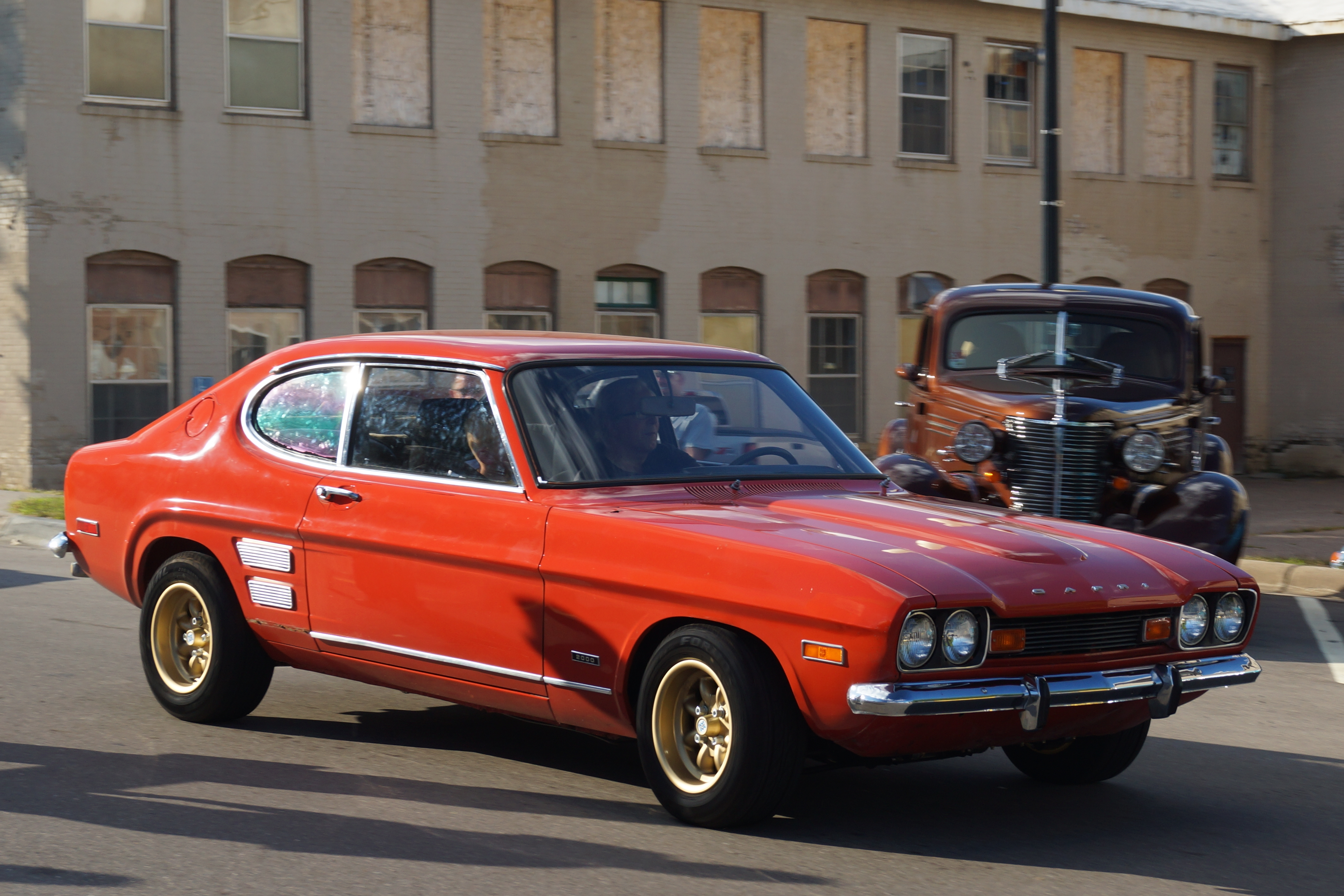
Capri (1971)
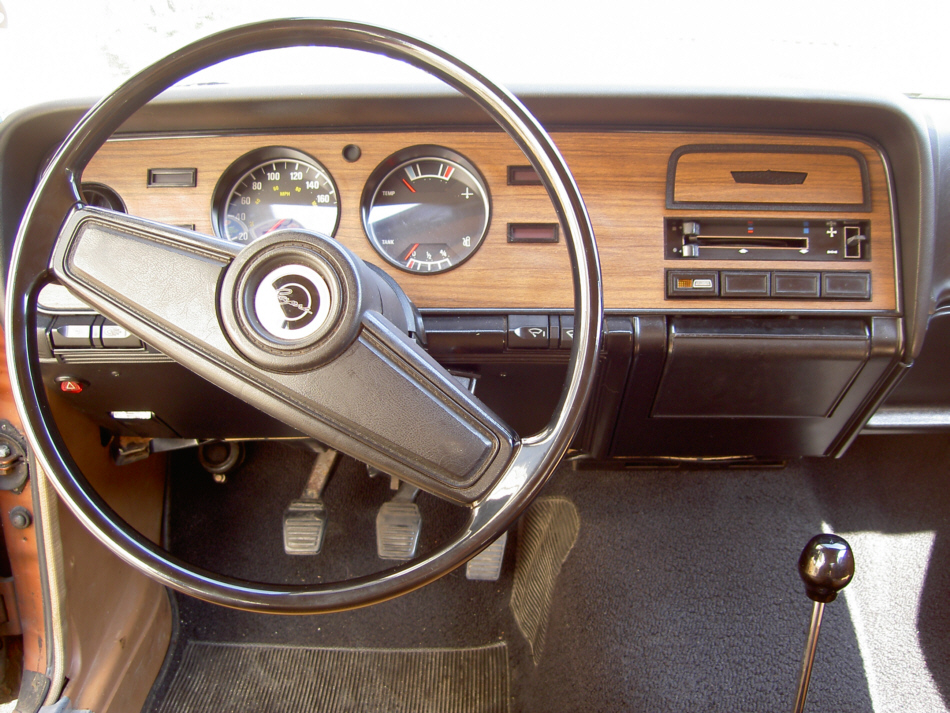
Capri, interieur
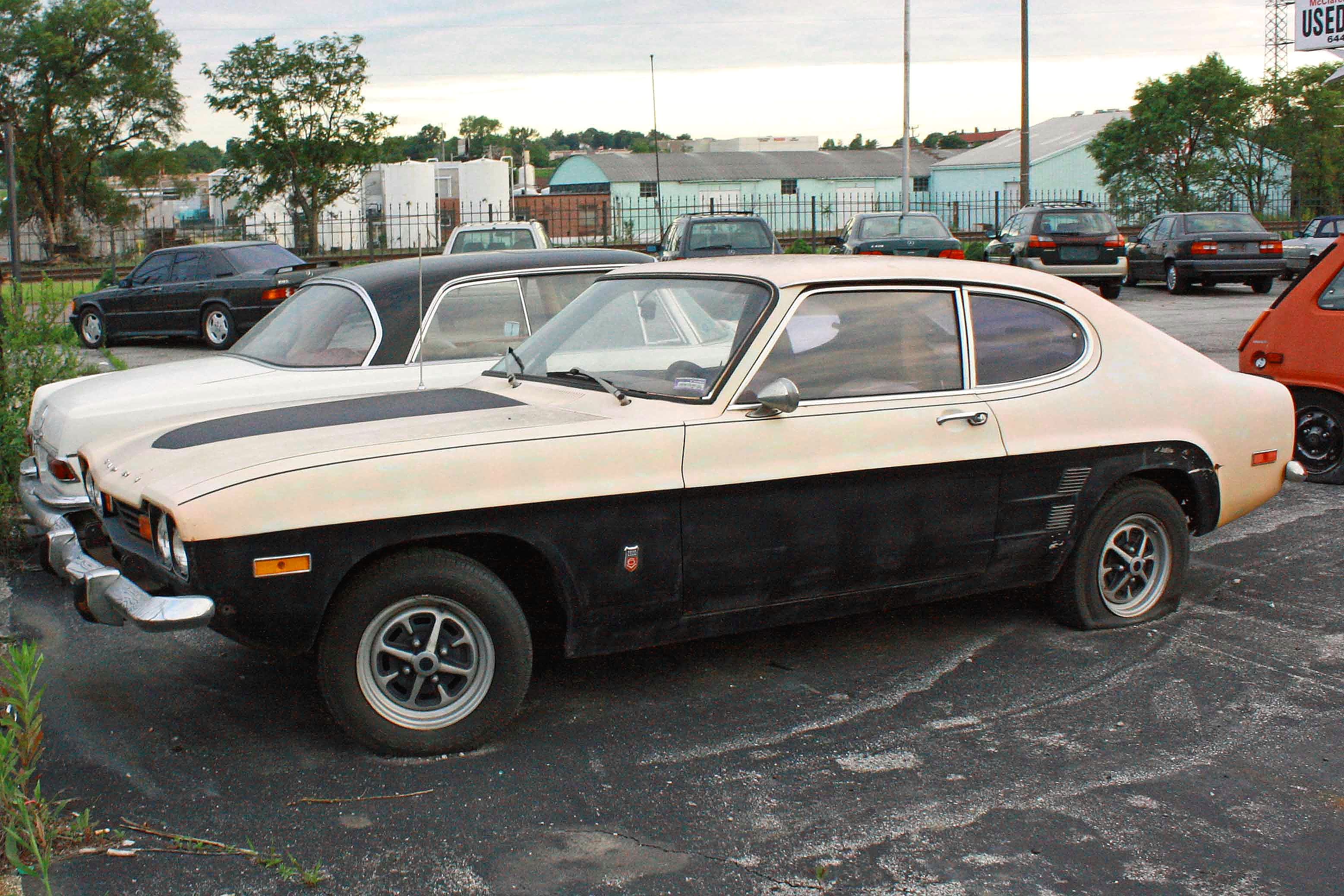
Capri (1973) met veiligheidsbumper
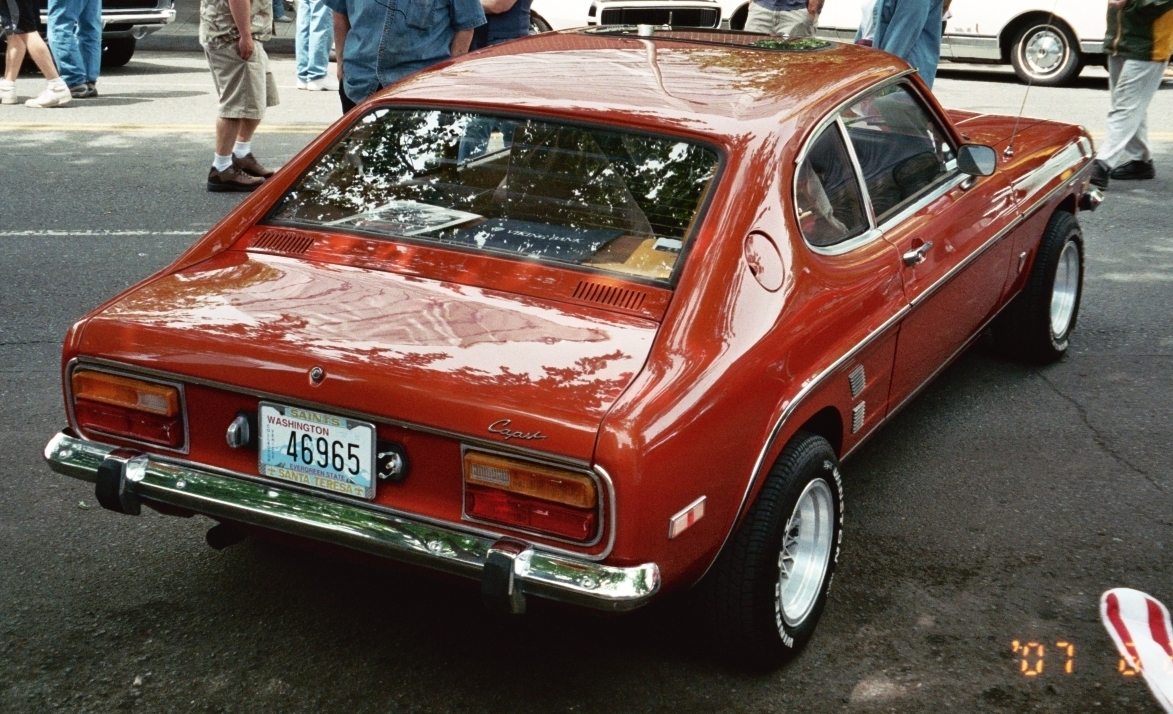
Capri (1973) met nieuwe achterlichten
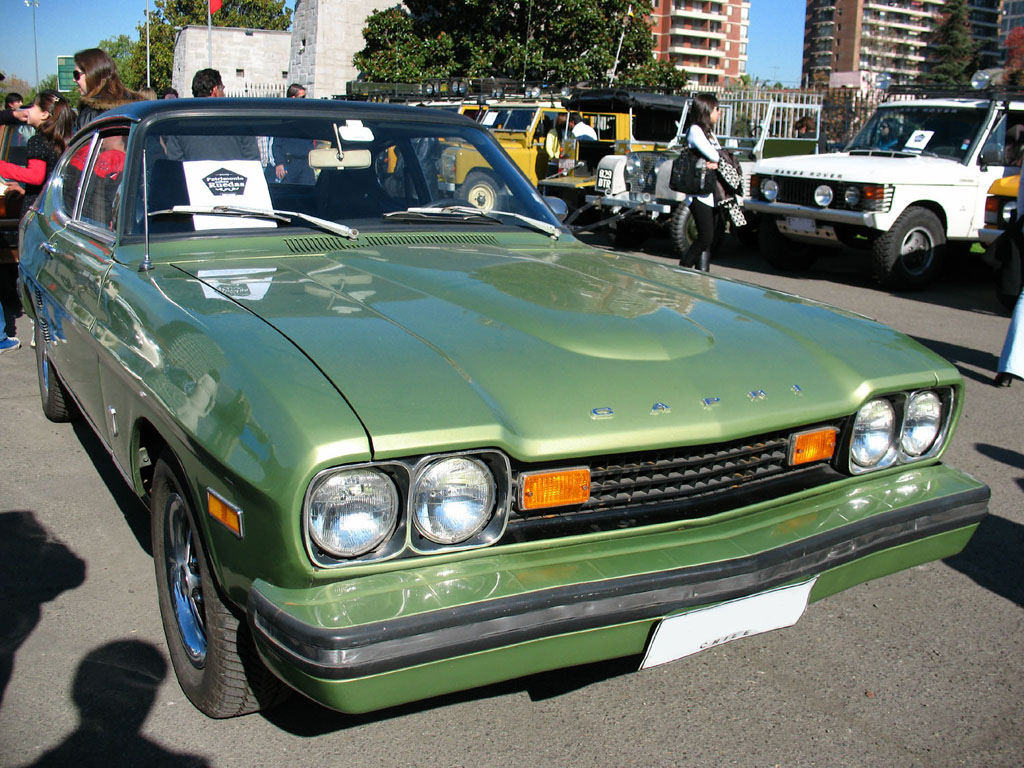
Capri (1975) met bumpers in carrosseriekleur

### Capri II (1976-1978)
Na het herontwerp van de Europese Ford Capri in 1974 begon Lincoln-Mercury met de verkoop van deze Capri Mk II in Amerika als de Capri II. Net als zijn voorganger onderging de Capri II enkele wijzigingen voor de Amerikaanse markt, waaronder dubbele ronde koplampen, richtingaanwijzers geïntegreerd in het radiatorrooster, veiligheidsbumpers en zijspiegels in carrosseriekleur. Ook de aandrijflijn was weer gemeenschappelijk met de Ford Pinto, Ford Mustang II en Mercury Bobcat: een 2,3-liter benzinemotor, met als optie een 2,8-liter V6.
In 1978 beëindigde Lincoln-Mercury de invoer van de Capri uit Europa. In Europa bleef de Capri met een derde generatie nog tot 1986 in productie.

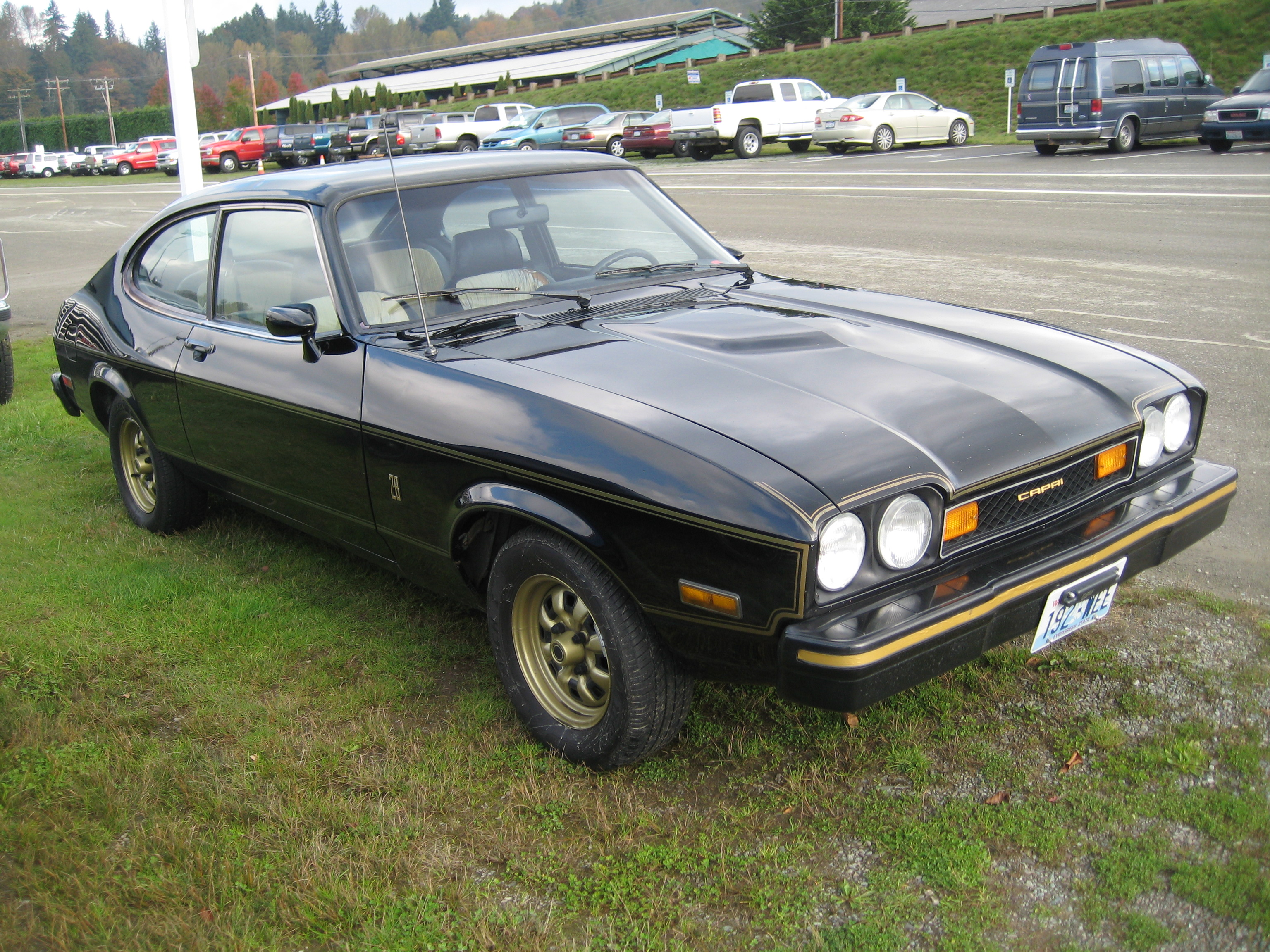
Capri II
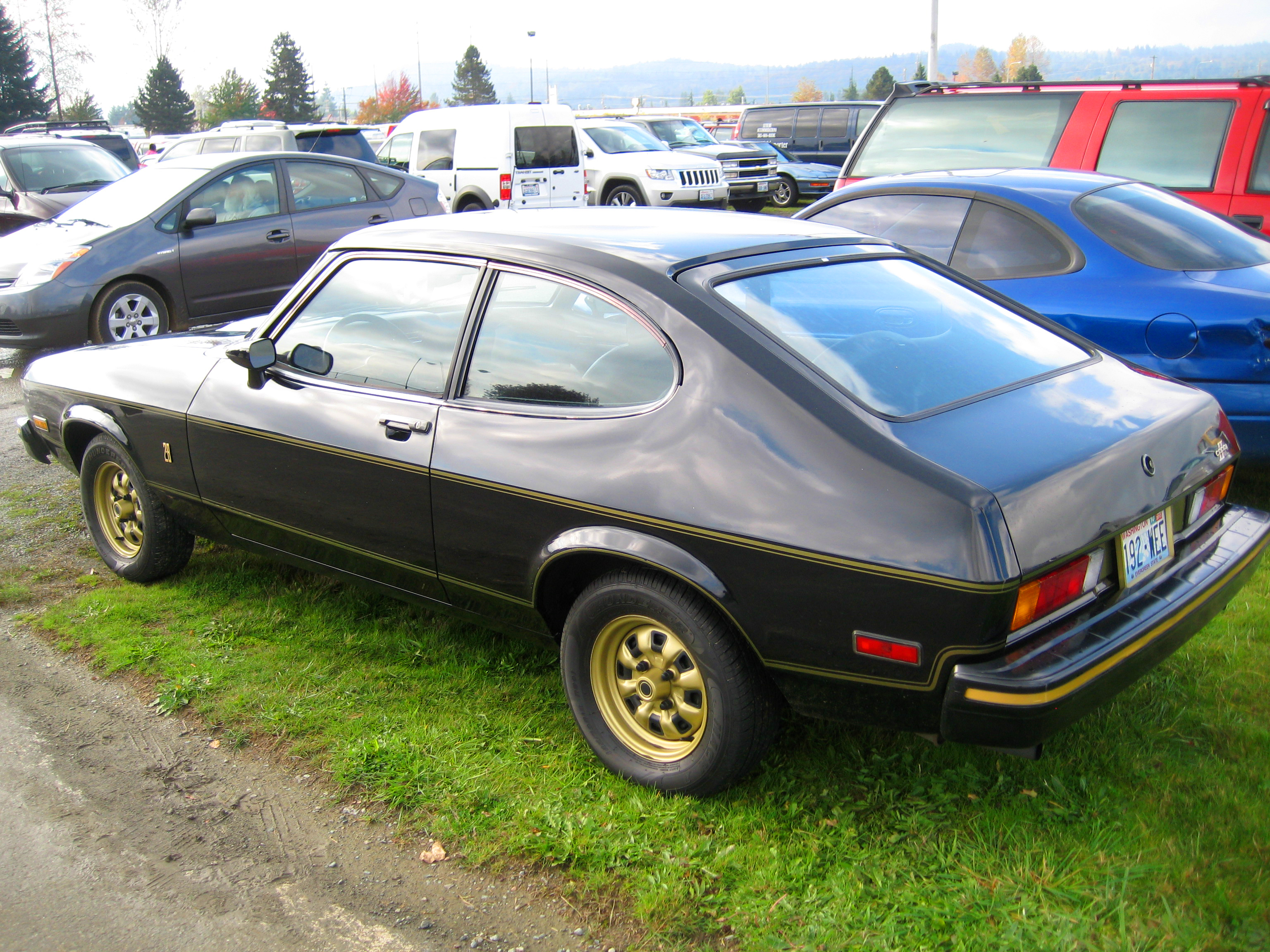
Capri II, achteraanzicht
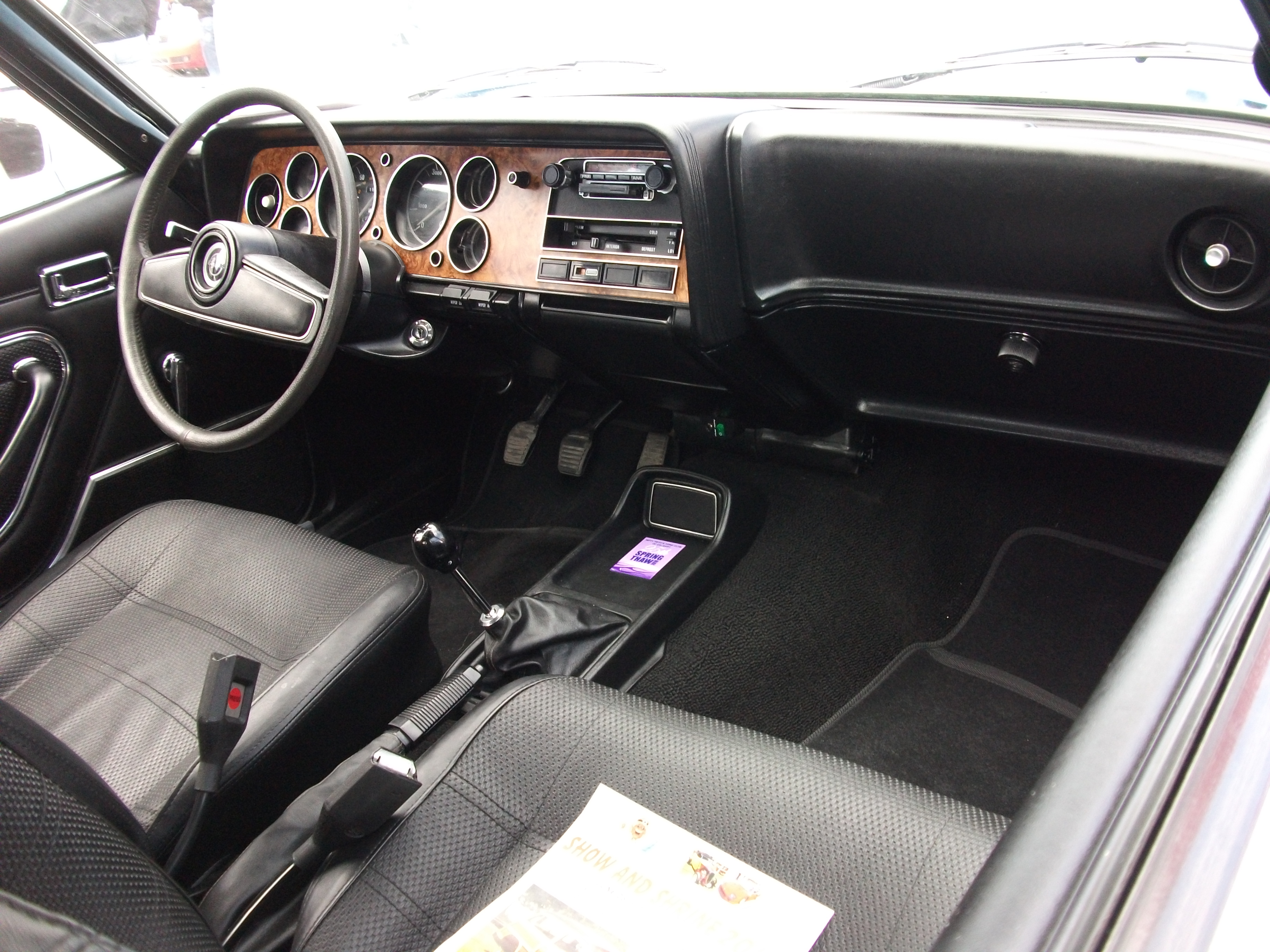
Capri II, interieur

## Tweede generatie (1979-1986)
In 1979 werd de tweede generatie van de Mercury Capri geïntroduceerd. Deze tweede generatie was niet langer een geïmporteerd model maar een eigen ontwikkeling van Mercury als tegenhanger van de Ford Mustang uit 1979. De Mercury Capri deelde het Ford Fox platform met de Mustang en was de eerste Mercury "pony car" sinds de Mercury Cougar uit 1970.
Hoewel visueel vergelijkbaar met de Mustang, werd de Mercury Capri alleen aangeboden in de driedeurs hatchback-configuratie. De Capri had een hertekende voorkant met een verticaal gemonteerd radiatorrooster en donker getinte achterlichten. Ook de wielkasten en de voor- en achterspatborden verschilden van de Mustang. In 1983 kreeg de Capri een facelift met een herontwerp van de achterkant, gekenmerkt door een bolle achterruit. In 1984 kreeg de Capri RS een voorspoiler. De tweede generatie Capri deelde zijn aandrijflijn met de Ford Mustang met vier-in-lijn, zes-in-lijn, V6, en V8-motoren.
De tweede generatie Capri werd geproduceerd tot en met het modeljaar 1986.

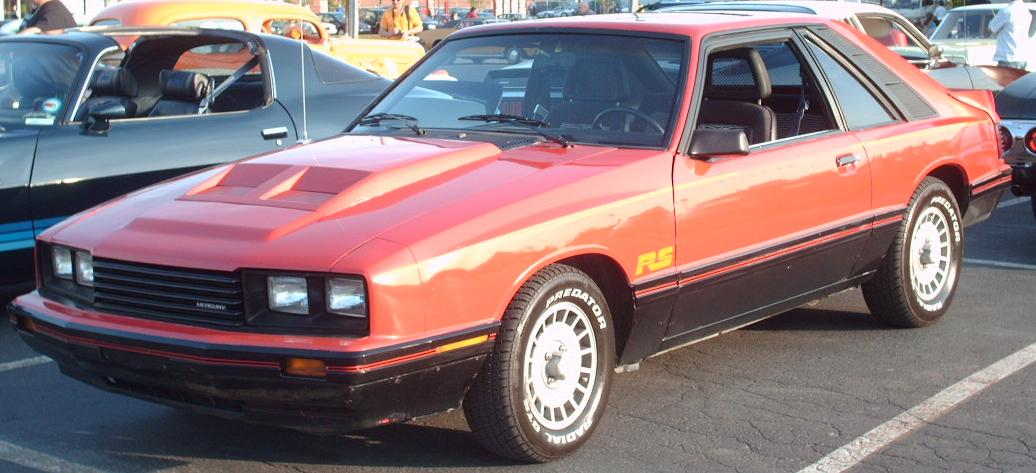
Mercury Capri
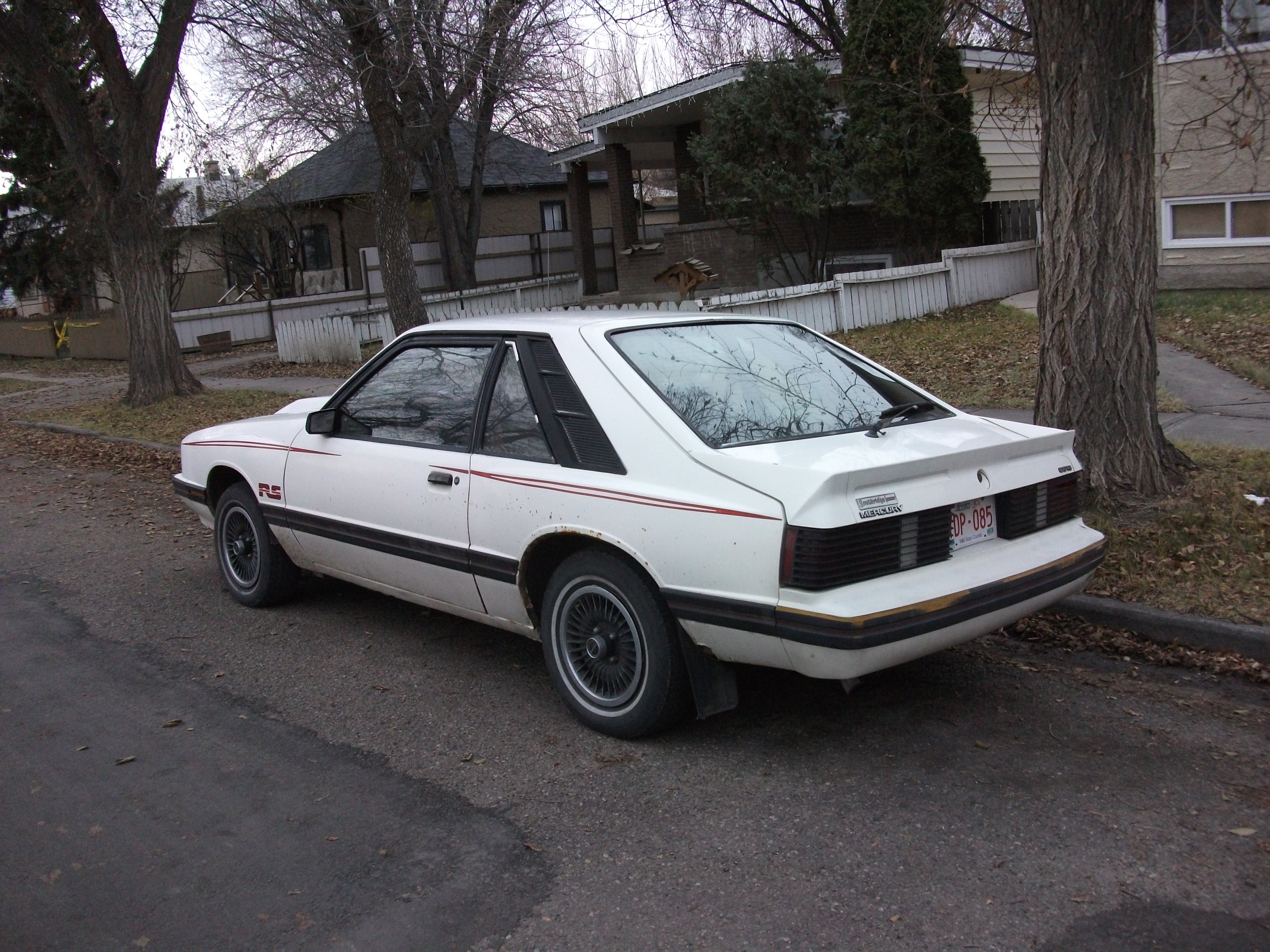
Mercury Capri, achteraanzicht
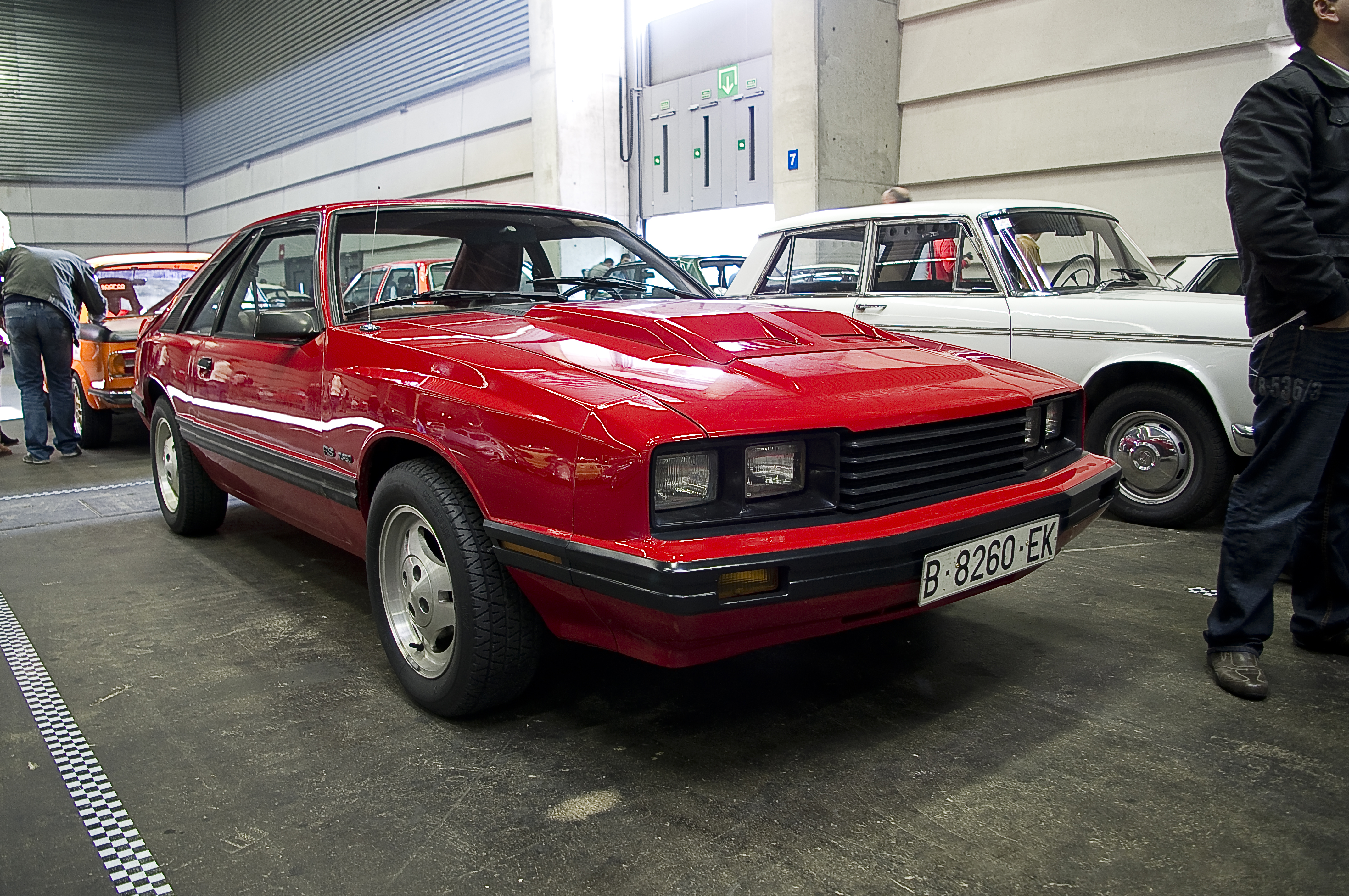
Mercury Capri RS Turbo
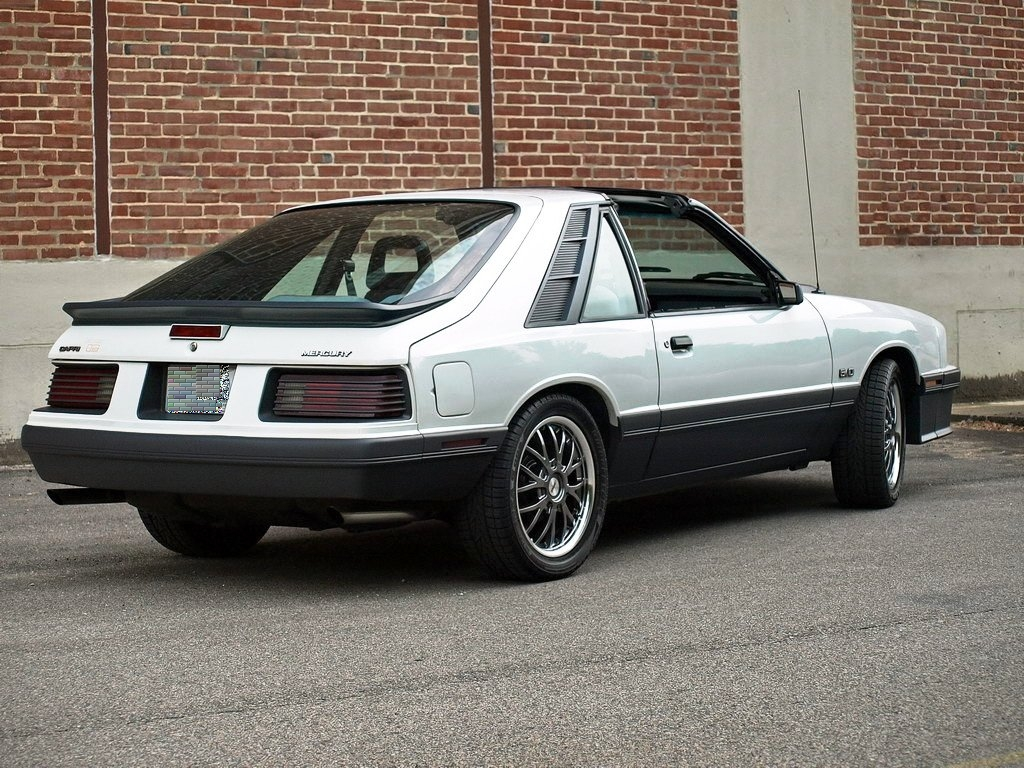
Mercury Capri (facelift) met de bolle achterruit

## Derde generatie (1991-1994)
Na een onderbreking van vijf jaar bracht de Mercury-divisie in 1991 opnieuw een Mercury Capri op de markt. Om te kunnen concurreren met de Mazda MX-5 en de Toyota MR2 werd de derde generatie Capri uitgebracht als tweedeurs roadster. Net als bij de eerste generatie Capri is ook de versie van de derde generatie een eigen import, dit keer van de Australische Ford Capri.
Ook deze wagen onderging enkele aanpassingen voor verkoop in Noord-Amerika, zoals de toevoeging van een airbag voor de bestuurder en nieuwe dashboardinstrumenten met Amerikaanse afstands- en inhoudsmaten. De aandrijflijn werd gedeeld met de Mazda 323: een 100 pk sterke Mazda 1,6-liter viercilinder en een 132 pk sterke turboversie van de 1,6-liter motor. In 1994 kreeg de Mercury Capri een facelift, met nieuwe achterlichten en met de voor- en achterbumpers die in 1993 al op de Australische Ford Capri gemonteerd werden.
Toen in Australië de productie van de Ford Capri in 1994 eindigde, betekende dit ook het einde van de Mercury Capri op de Amerikaanse markt.

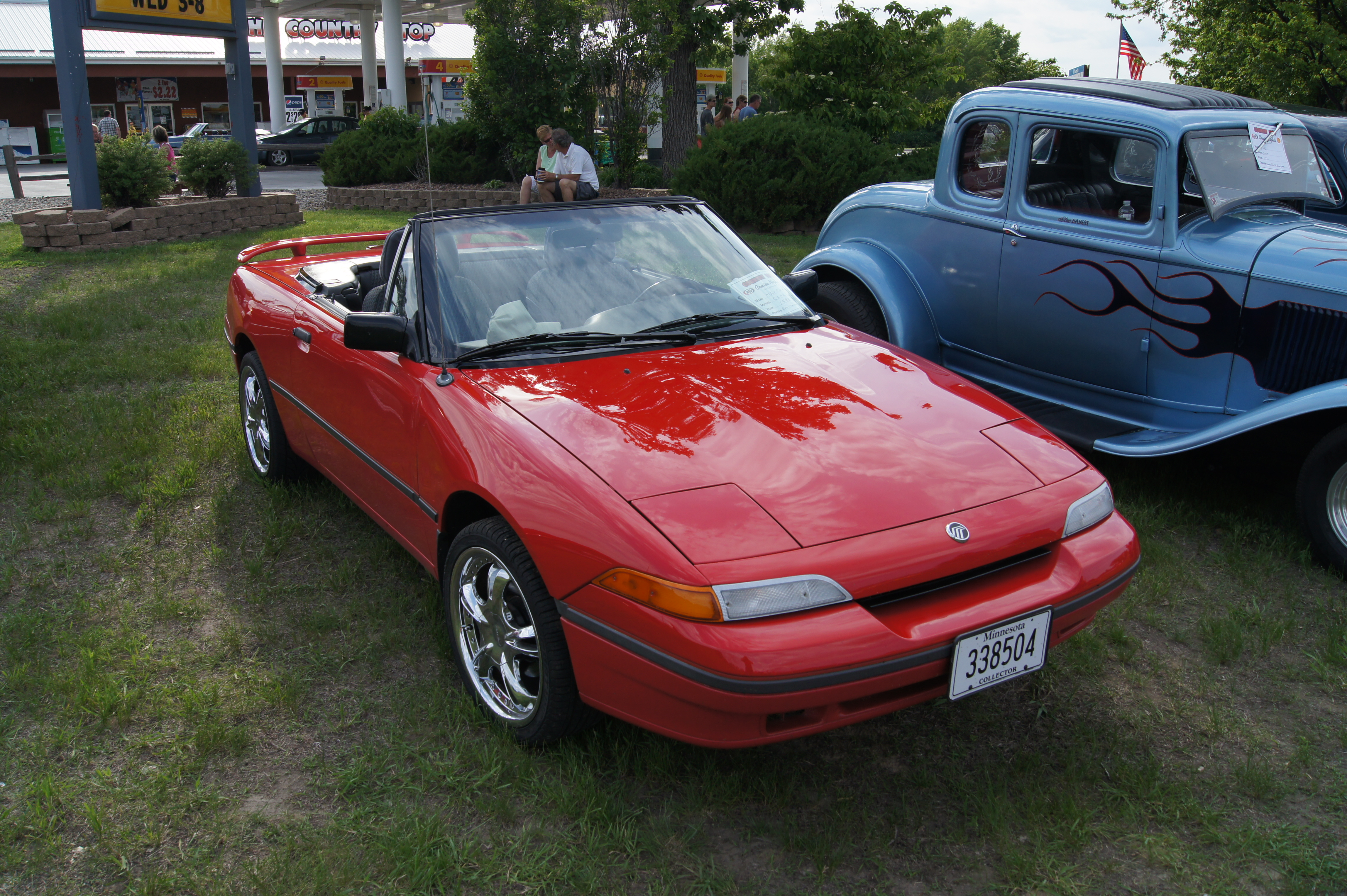
Mercury Capri
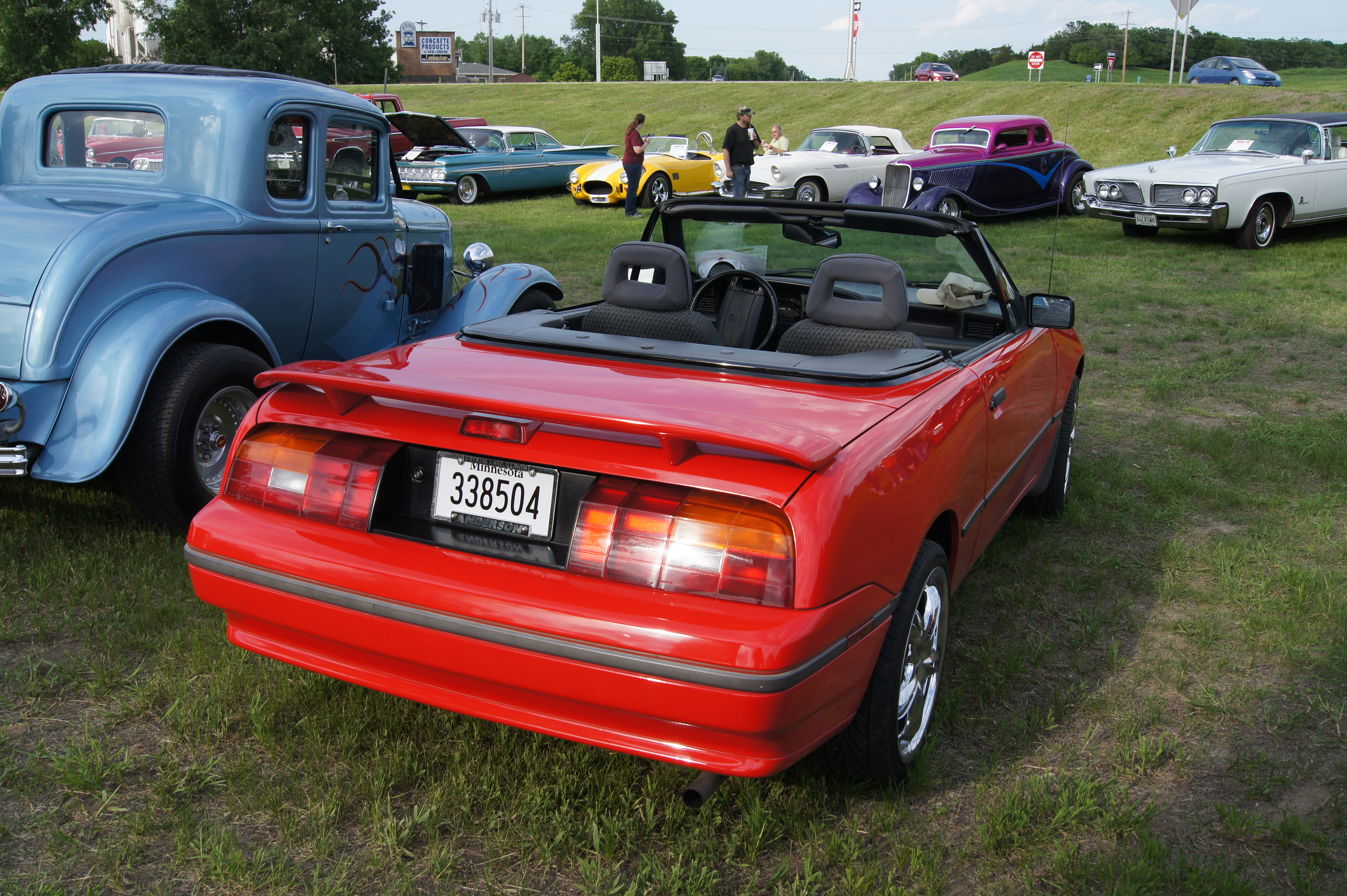
Mercury Capri, achteraanzicht
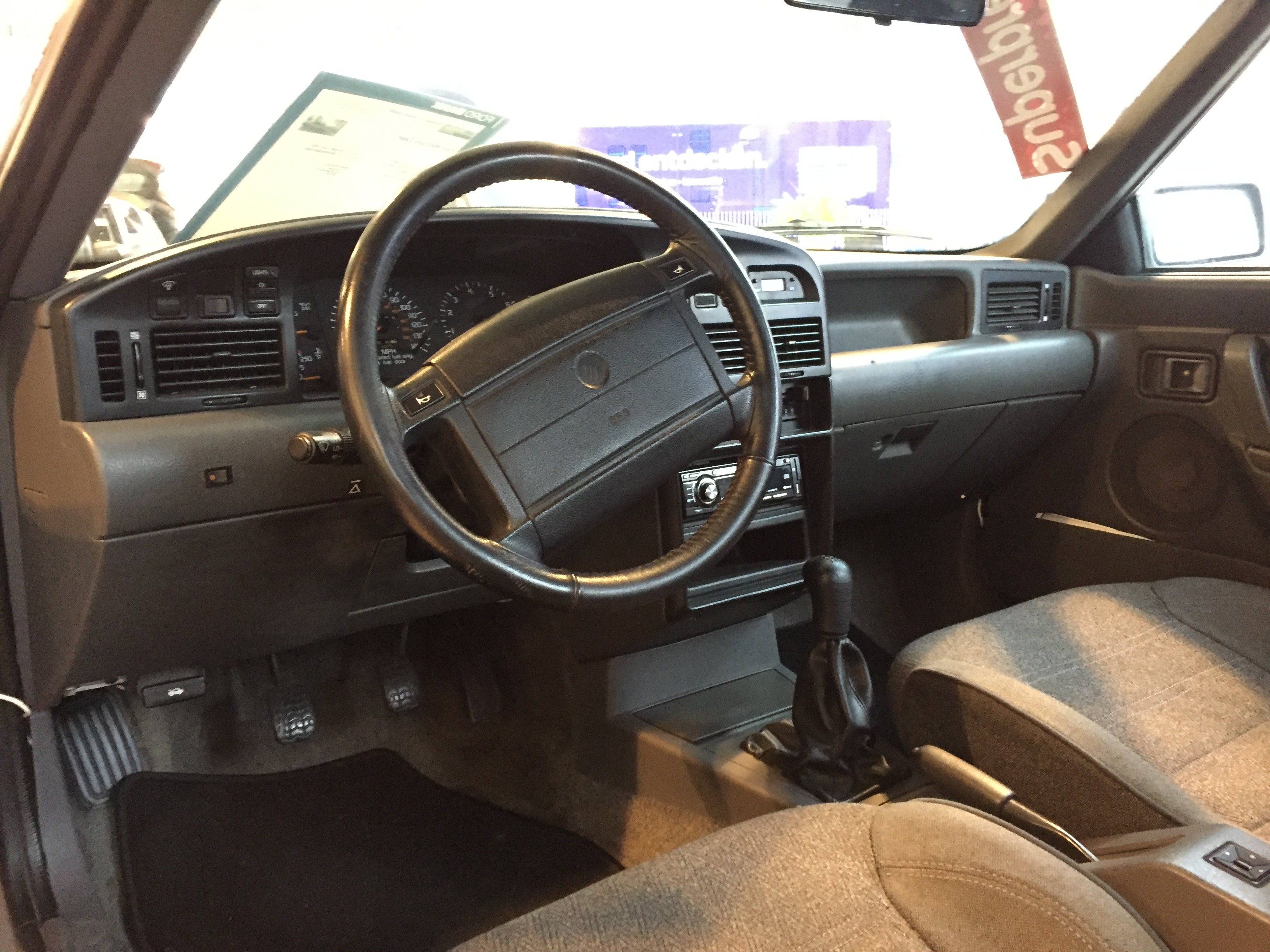
Mercury Capri, interieur